# كارل ايمانويل جانسون
كارل ايمانويل جانسون (بالفنلندية: Karl Jansson)‏ هو رسام فنلندي، ولد في 7 يوليو 1846 في فينستروم ‏ في فنلندا، وتوفي في 1 يونيو 1874 في جومالا ‏ في فنلندا بسبب سل.

## معرض صور

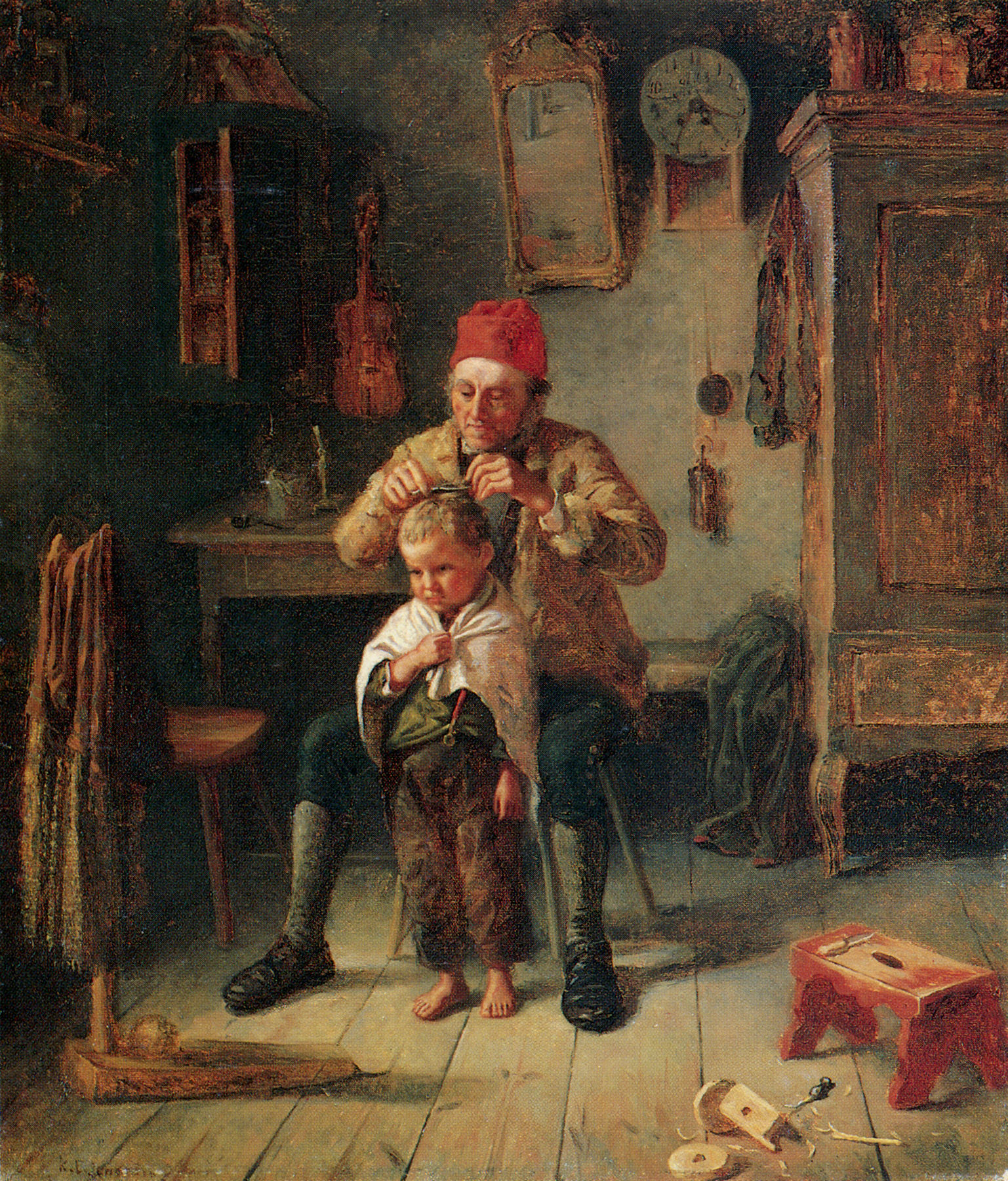
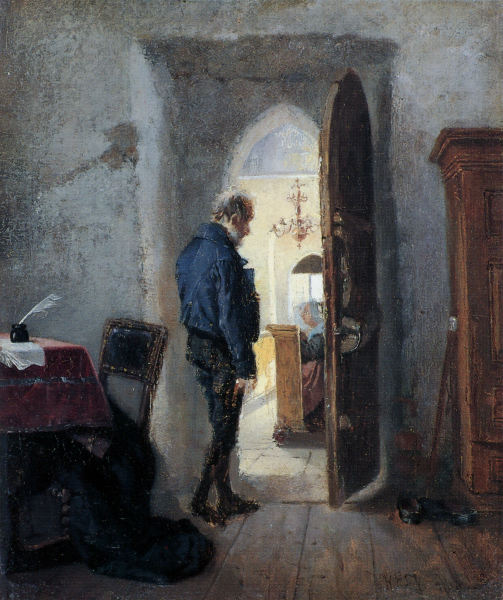
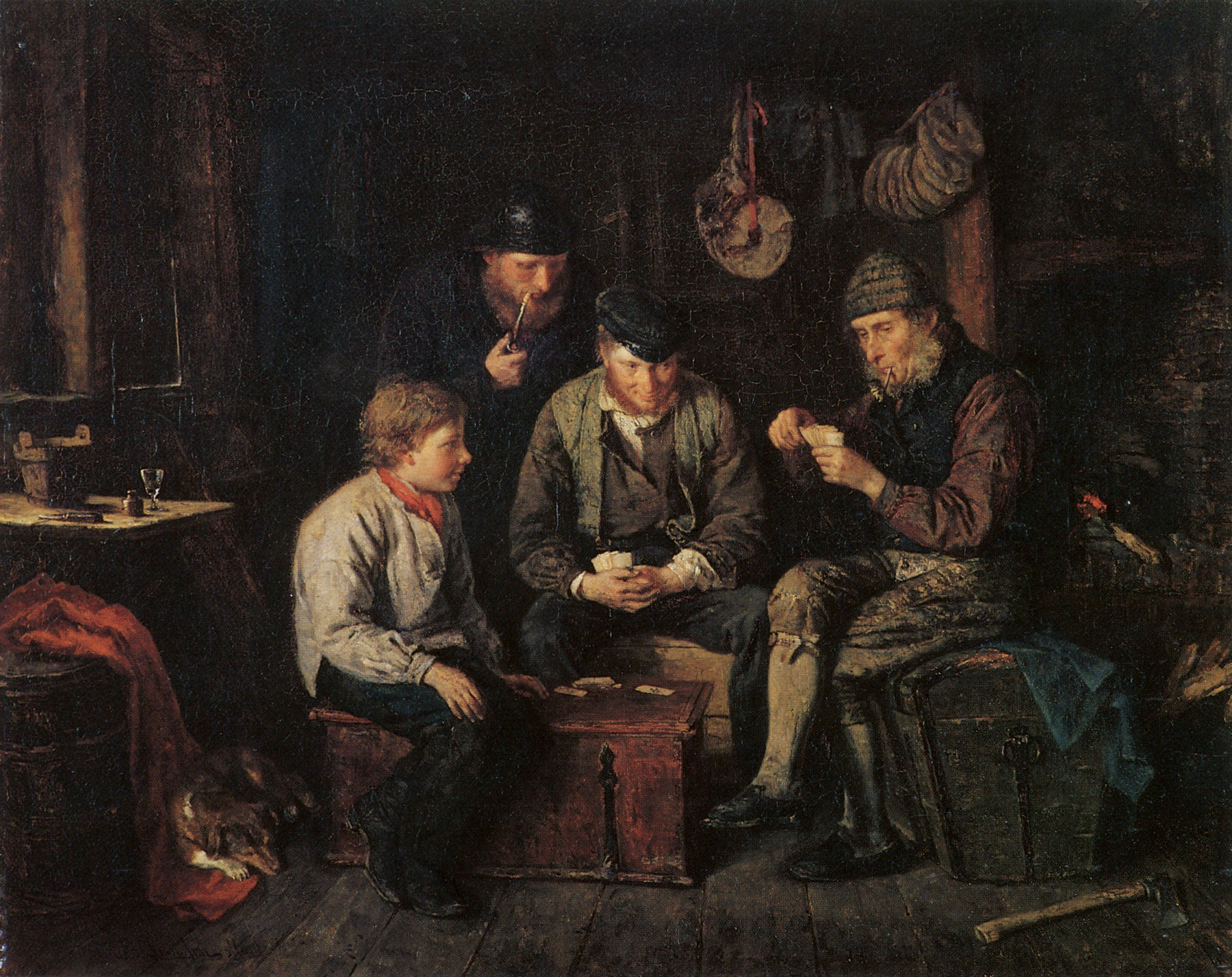
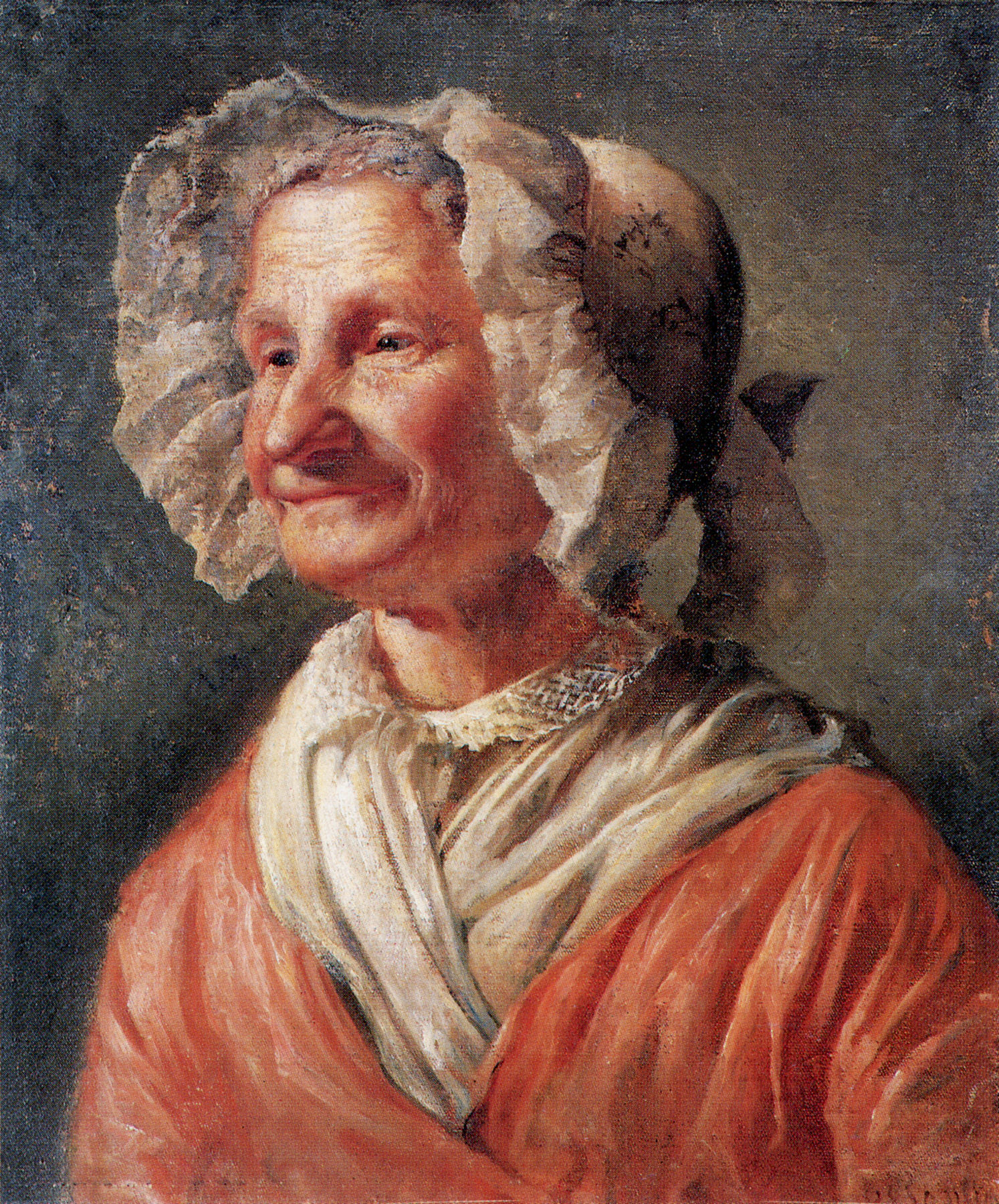